# Arctosa variana
Arctosa variana är en spindelart som beskrevs av Carl Ludwig Koch 1847. Arctosa variana ingår i släktet Arctosa och familjen vargspindlar. Inga underarter finns listade i Catalogue of Life.